# Pierre IV de Gruyère
Pour les articles homonymes, voir Pierre IV et Pierre de Gruyère.
Pierre IV de Gruyère, né vers 1280 et mort le 19 avril 1365, dit également Perrod de Gruyères ou encore Perrod du Vanel, est un comte de Gruyère, seigneur du Vanel et co-seigneur de Corbières, issu de la famille de Gruyère, de la première moitié du XIVe siècle.

## Biographie
Selon Albert de Montet, il serait né vers 1280.
Fils de Rodolphe de Gruyère et de Contesson/Contessète et donc neveu de Pierre III de Gruyère, il administre le comté avec son frère Jean Ier, dit Johannod, (? - 16 janvier ou 12 février 1369/71), seigneur de Montsalvens. Tous deux portent le titre de comte mais Pierre y ajoute celui de « chef de famille » ; dans les chartes Pierre porte le titre de Petrus comes et dominus Gruerie tandis que Johannod s'intitule Johannes comes Gruerie, dominus de Montsalvens". 
Orphelins très jeunes, ils sont tous deux placés sous la tutelle de leur oncle Pierre III. Arrivé à l'âge de gouverner, vers 1327, Pierre IV devient novus miles (miles = vassal, porteur d'un fief) ; il entre dans la chevalerie et se voit confier l'office de bailli du Pays de Vaud en 1329 par Louis II de Savoie. Celui-ci donnera ses lettres de franchises à la ville de Gruyères, connues sous le nom de « coutumier de Gruyère » en 1359. 
Il devient comte de Gruyère en 1342, il est aussi seigneur du Vanel et co-seigneur de Corbières.
En 1352, il s'allie avec ses puissants voisins en adhérant à la confédération formée par Berne et Fribourg.

## Famille
Pierre épouse Marguerite, (? - Humilimont 1er décembre 1319), dame de Corbières, fille de Guillaume Ier de Corbières puis se marie en secondes noces avec Catherine de la Tour-Châtillon (? - 1367), fille de Jean de La Tour, issu d'une importante famille possédant une maison-forte nommée « maison de La Tour » (domus de Turre) près de Sion et d'Élisabeth de Wediswil, dame de Frütigen. 
Du premier mariage, il a :
- Isabelle († apr. 1358), dame de Corbières, elle épouse en premières noces Ebal de Belmont puis Girard de Grammont seigneur de Montferrand puis co-seigneur de Corbières par son mariage,
- Agnelette,
- Marguerite (mort le 6 mars 1376[9]), elle épouse Pierre de Châtillon.

Du second mariage, il a :
- Rodolphe IV, qui lui succède,
- Jean, seigneur de Montsalvens,
- Pierre, prieur de Rougemont,
- Éléonore (morte vers 1380), elle épouse avant le 21 mars 1338 Aimon de Billens, (? - après 1377),
- Luquète (morte après le 17 novembre 1375[11]), elle épouse le comte Pierre de Neuchâtel-Aarberg.